# Anabel
Az Anabel női név az Anabella alakváltozata.

## Rokon nevek
Anabella, Annabel, Annabell, Annabella

## Gyakorisága
Az újszülötteknek az 1990-es években nem lehetett anyakönyvezni. A 2000-es és a 2010-es években sem szerepelt a 100 leggyakrabban adott női név között.
A teljes népességre vonatkozóan az Anabel sem a 2000-es, sem a 2010-es években nem szerepelt a 100 leggyakrabban viselt női név között.

## Névnapok
június 9., július 1.